# Музей «Нежинская почтовая станция»
Музей «Нежинская почтовая станция» — уникальное для Украины музейное заведение, посвящённое развитию почтового дела, как местного, так и на территории страны в целом в XVII — в начале XX веков, расположенное в городе Нежине. Одна из оригинальных многочисленных достопримечательностей города, неизменно популярная среди туристов.

## История создания
Замысел открыть музейную экспозицию в Нежине, посвящённую почте, возник еще в 1980-х годах, ведь город имеет славные почтовые традиции, кроме того, здесь сохранился комплекс зданий почтовой станции — историко-архитектурный памятник архитектуры XVIII века. Через Нежинскую почтовую станцию в своё время пролегали пути выдающихся людей — здесь, в частности, останавливались на отдых Александр Пушкин, Александр Грибоедов, Тарас Шевченко, Владимир Даль, Евгений Гребенка. В XVII — XVIII веках Нежин был одним из крупнейших торговых городов Левобережной Украины, через него пролегали главные почтовые тракты на Киев, Москву, Санкт-Петербург, Ригу, Полтаву, в Крым.
В 1992 году уроженец Нежина, учёный-механик, краевед и меценат Александр Николаевич Лазаренко (1897—1997) передал родному городу уникальную коллекцию предметов дорожного быта и документов по истории отечественных дорог и конной почты XVIII — XIX веков, которую собирал в течение своей продолжительной жизни.
На её основе был создан музей «Нежинская почтовая станция», открывшийся в 1993 году и с тех пор являющийся одним из самых интересных экскурсионных объектов Нежина.

## Экспозиция
В настоящее время (2000-е) в Музее «Нежинская почтовая станция» экспонируется более 500 предметов, так или иначе связанных с развитием почтового дела в Нежине и на территории Украины в целом.
Экспозиция построена по архивным документам о Нежинской почтовой станции, сохранившимся в Государственном историческом архиве Киева и Центральном историческом архиве Санкт-Петербурга. Концепцией «Почтовой станции» учтено использование ландшафтного метода оформления экспозиции, чему не в последнюю очередь способствует и то, что помещение музея — единственный в Украине подобный комплекс, сохранившийся почти полностью. Музейная экспозиция призвана создать у посетителя впечатление возвращения в XIX век и как можно полнее показать социально-экономическое развитие Нежина той поры. Но здесь также можно узнать и о более ранних свидетельствах почтового дела на территории Украины — о том, как в древности гонцы доставляли княжеские грамоты, как казаки возили донесения войска Запорожского; о роли гетманов в развитии почты Украины.
В 2 залах-комнатах разместилась экспозиция: макет станции XIX века, марки, конверты, открытки и старинные вещи дорожного быта: чернильницы, лампы, поддужные колокольчики, подсвечники.
Во втором зале воспроизведена комната станционного смотрителя — на стене висит карта почтовых трактов, стоит старинный стол, скамьи, сундуки, чемоданы. Также здесь есть уголок для проезжающих с соответствующей атрибутикой — самоваром, чайной посудой.
В этом же здании комплекса Нежинской почтовой станции 25 октября 1860 года в семье почтальона родился и провел детские годы выдающийся украинский художник-баталист, академик Николай Семёнович Самокиш. В экспозиции представлены различные материалы о жизни и творчестве художника и его учеников.

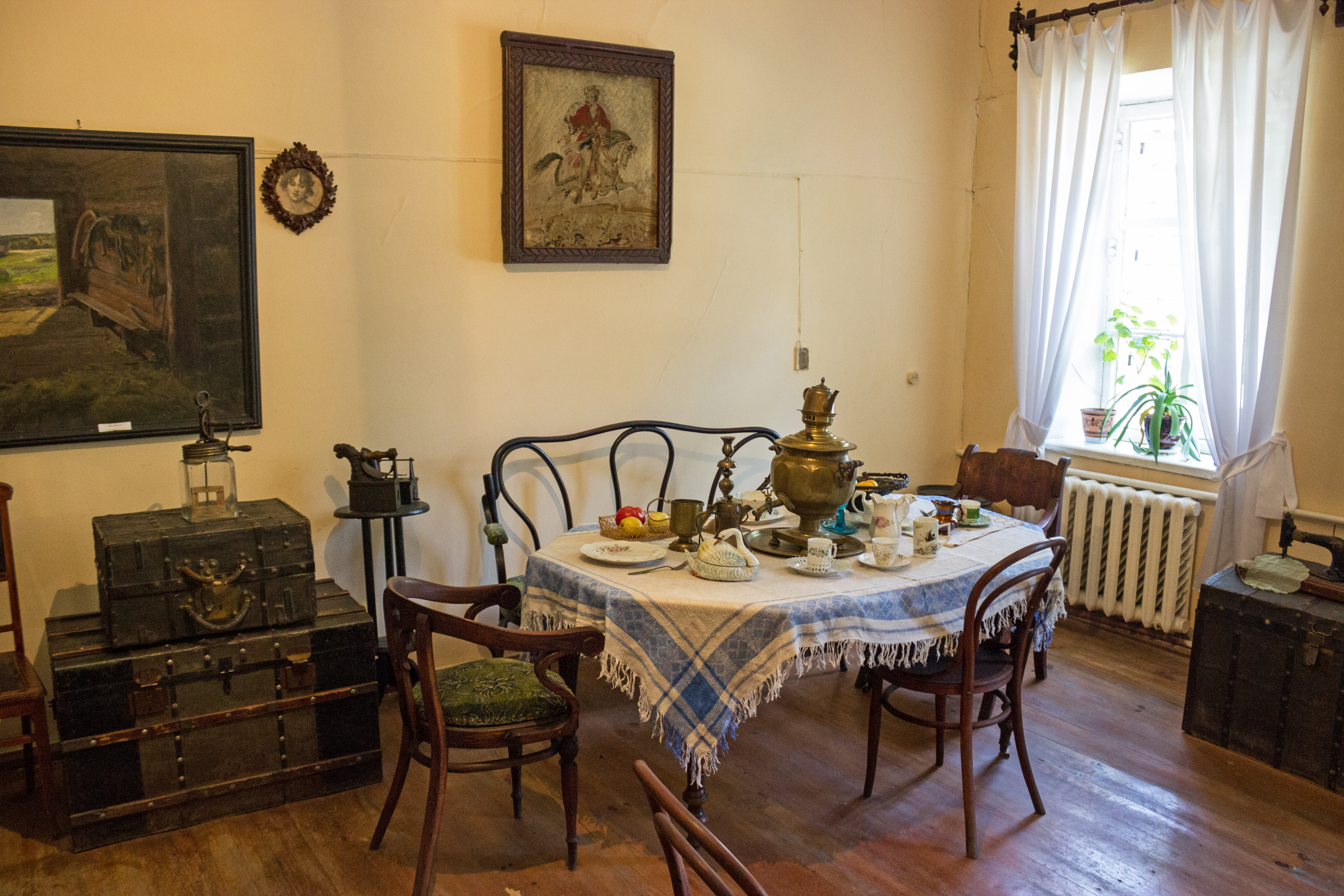
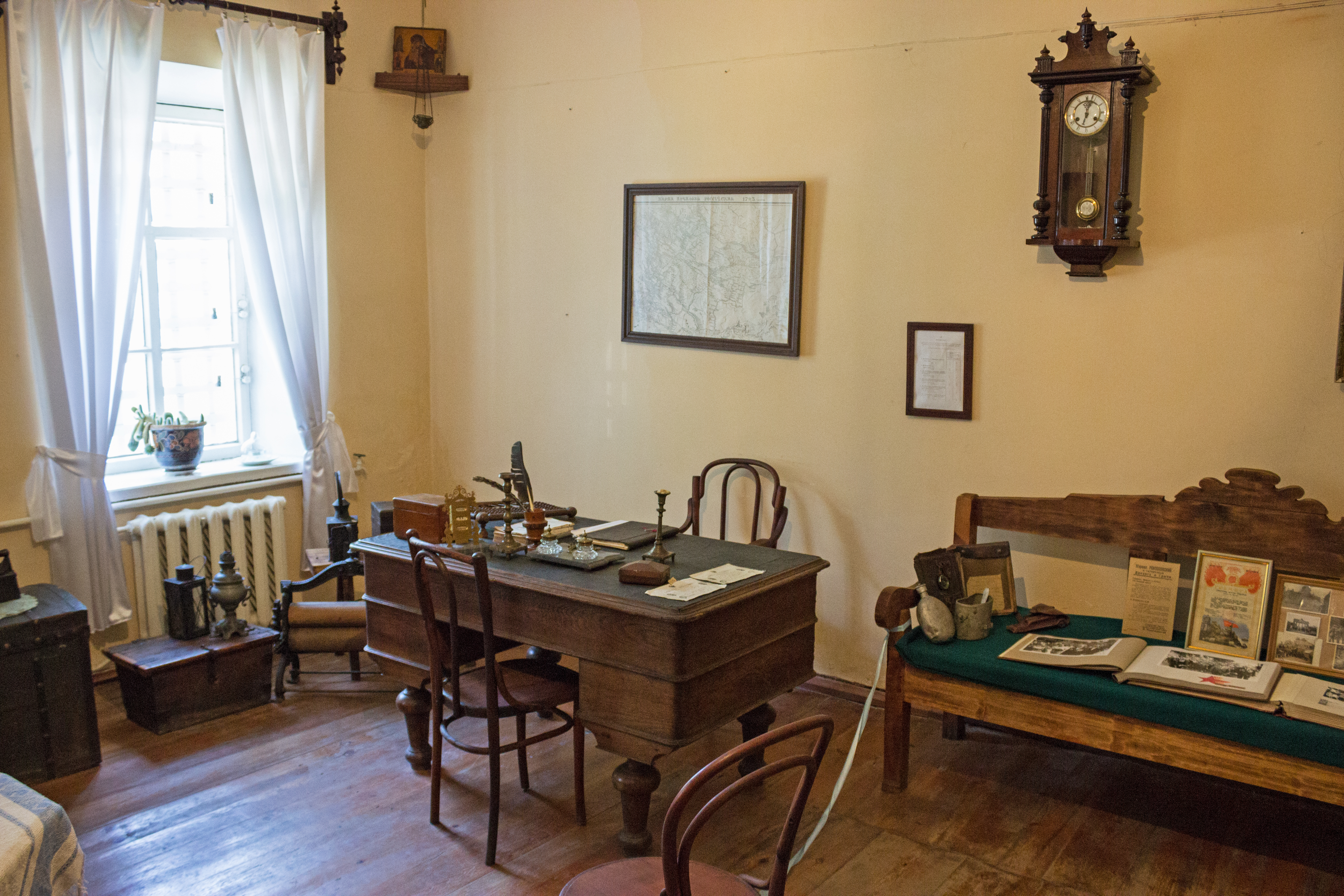
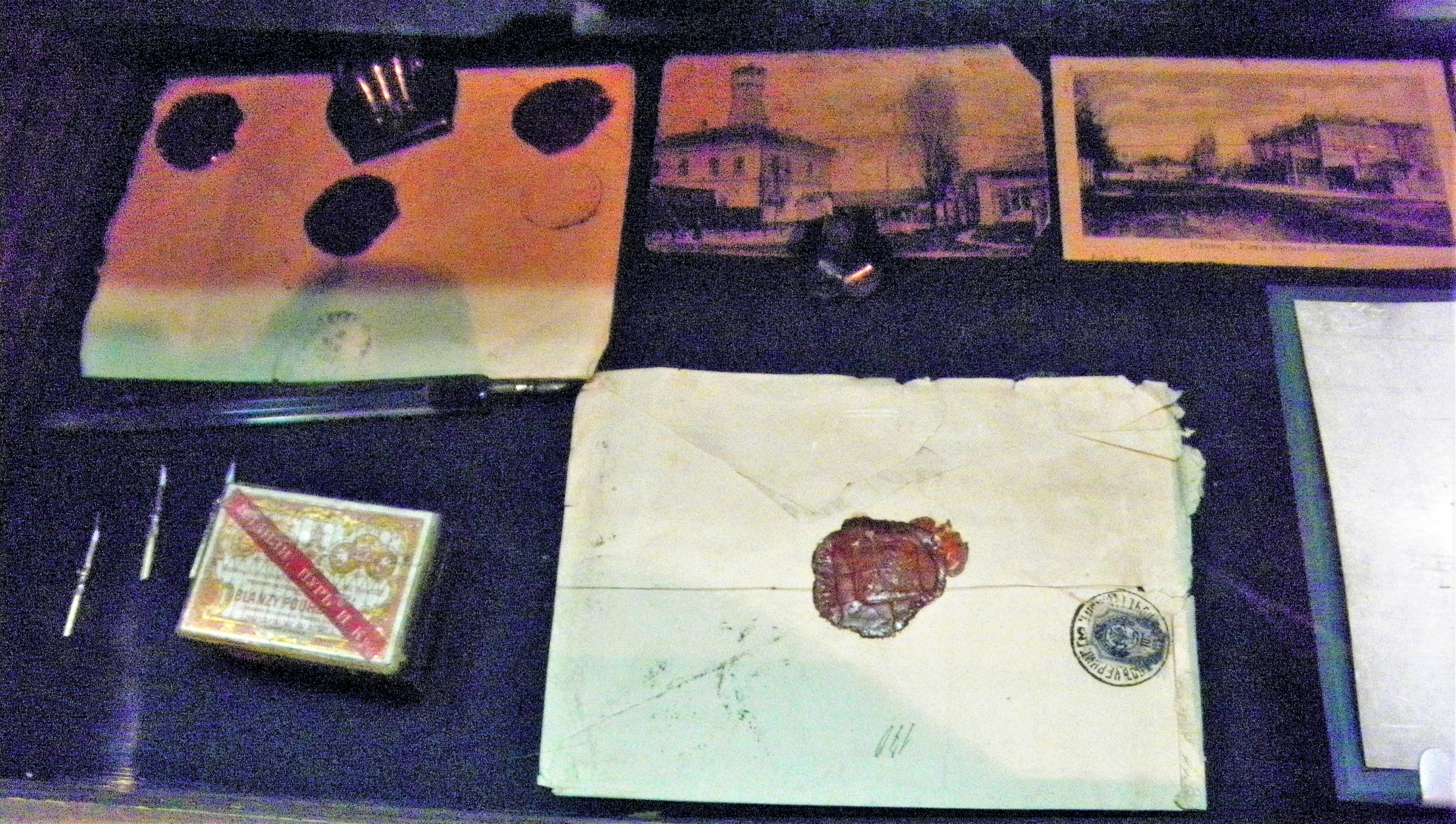
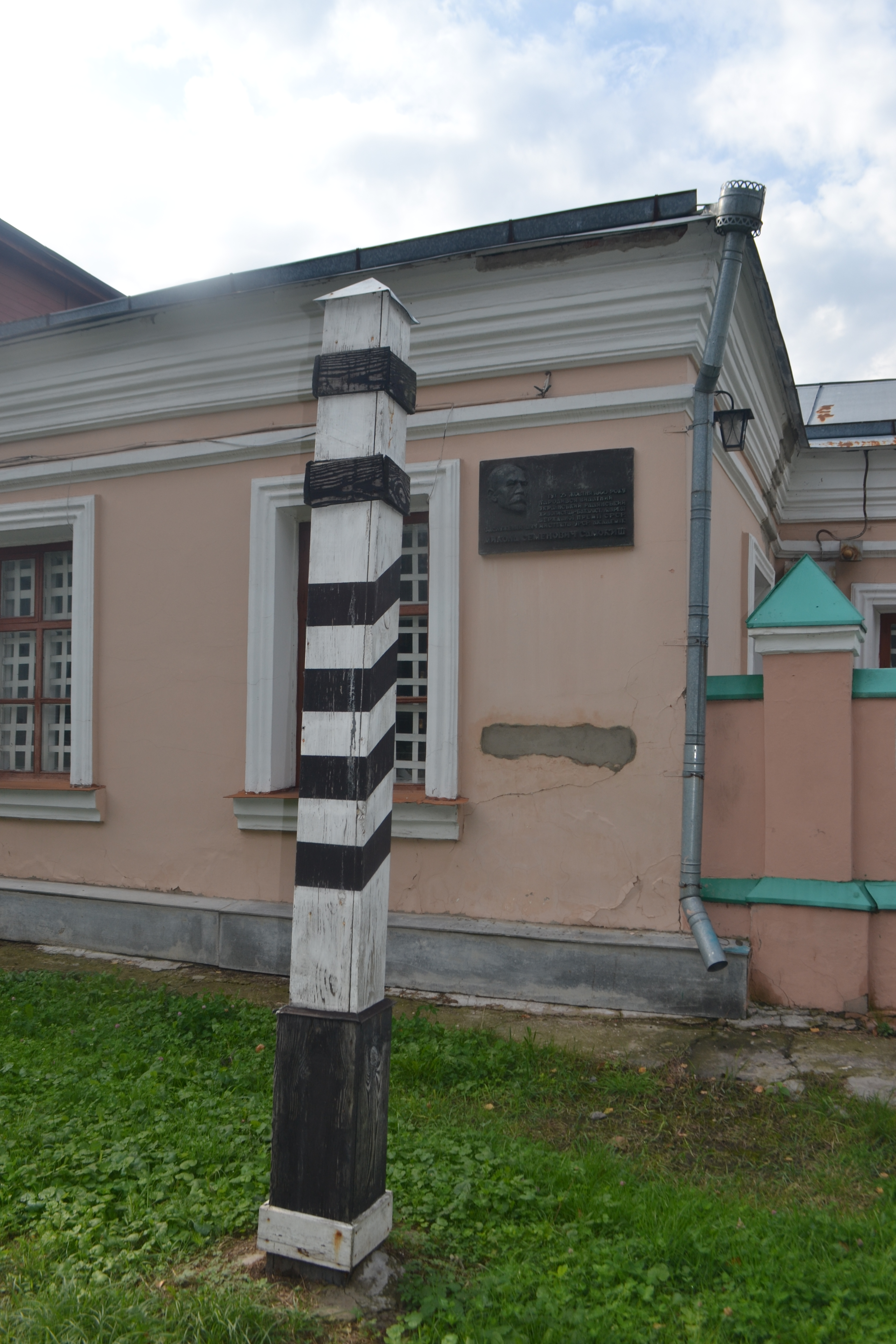
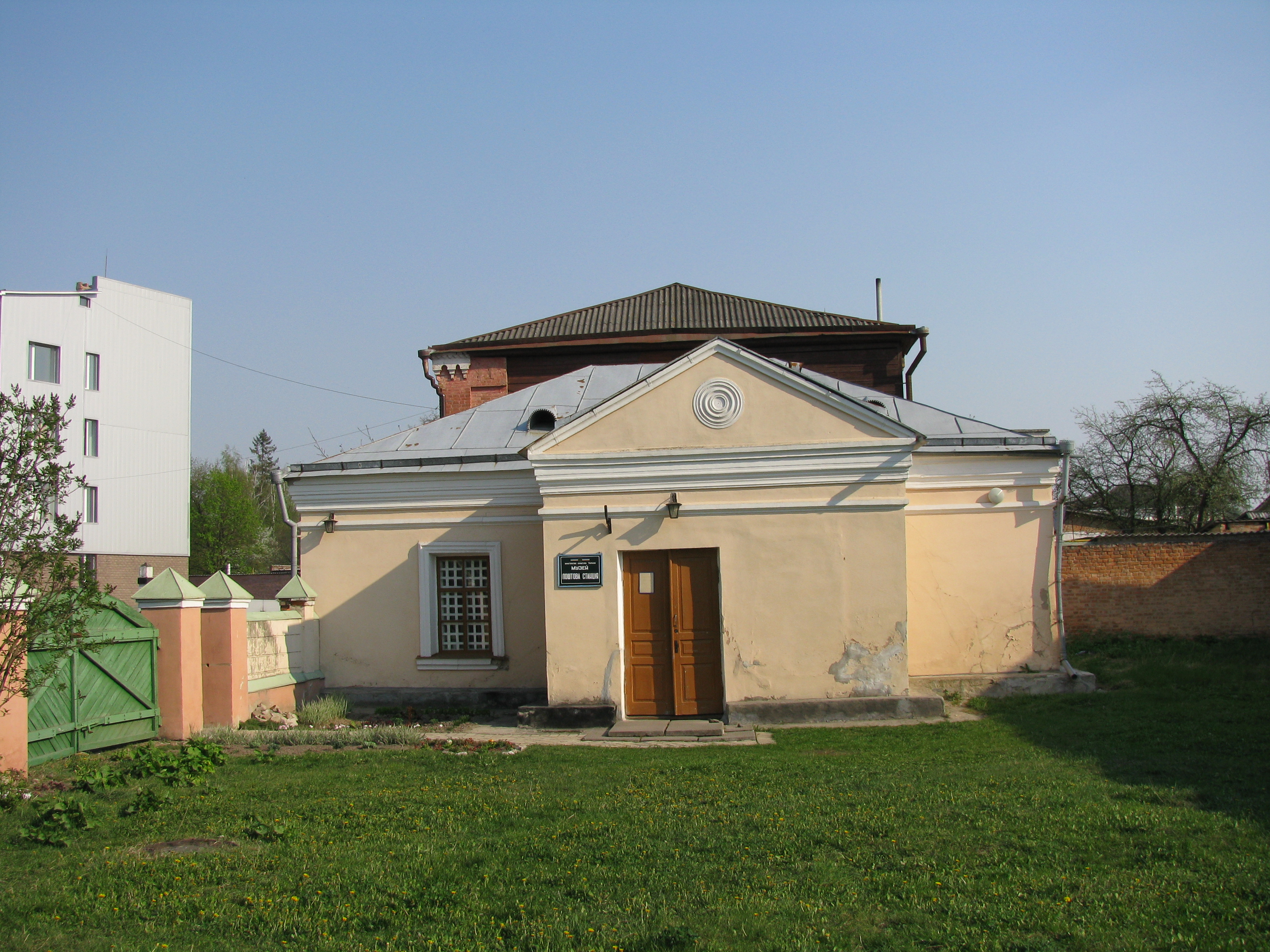